# Бизнес консултиране
Бизнес консултирането представлява консултиране по въпроси, свързани със стопанско-финансовата, икономическата и финансовата дейност, стратегическо планиране, оптимизация на общото функциониране на компанията, въвеждане и развитието на бизнеса, изследването и прогнозирането на пазарите и търсенето, движението на цените и др. Този вид дейност е една от най-бързо развиващите се професионални области в икономиката и представлява ключов сектор за икономическа промяна, насочена към икономиката на обслужването и знанието. Бизнес консултирането е с по-тесен обхват и е елемент на управленското консултиране. В обхвата на управленското консултиране се включват широк кръг консултантски услуги в областта на икономическите и управленските въпроси.
FЕАСО разграничава дейностите, отнасящи се към управленското консултиране в следните области:
- Консултиране – бизнес консултиране и консултиране в областта на информационните технологии;
- Развитие и системна интеграция;
- Аутсорсинг.

Професионалните услуги по управление включват одиторски, юридически, счетоводни и имат за цел изпълнението и на определени управленски функции от страна на външни специалисти.

## Видове консултантски услуги
Видове консултантски услуги (съгласно скласификацията на Европейския справочник на консултантите по икономика и управление):
- Общо управление: определяне ефективността на системите за управление; оценка на бизнеса; управление на нововъведенията; определяне на конкурентоспособността; изучаване на пазара; диверсификация или начало на нов бизнес; мевдународно управление; оценка на управлението; сливания и поглъщания; организационна структура и развитие; приватизация; управление на проекти; управление на качеството; реинженеринг; изследване и развитие; стратегическо планиране; бенчмаркинг; търсене на партньори; вътрешен мениджмънт; управление на експорта и импорта; кризисно управление;
- Администриране: анализ на документообработа; разместване и преместване на отдели; управление на офиси; организация и методи на управление; регулиране на риска; гарантиране на безопасността; планиране на работното помощение;
- Финансово управление: система на отчет; оценка на капиталните разходи; оборот на фирмата; снижение на себестойността; неплатежоспособност; увеличение на приходите; увеличение на доходите; данъчно облагане; финансови резерви;
- Управление на кадрите: професионално движение и съкращаване на щатове; корпоративна култура; равни възможности; търсене на кадри; оборот на кадрите; здраве и безопасност; поощрителни програми; връзки между кадрите; оценка на работата; трудови отношения и заетост; обучение на мениджмънта; планиране на работната сила; мотивация; пенсии; анализа на функционирането; психологическа оценка; възнаграждение; повишаване квалификацията на работниците; разрешаване на конфликти; тренинг;
- Маркетинг: реклама и стимулиране на търсенето; корпоративен образ и връзки с обществеността; следпродажбено обслужване; дизайн; директен маркетинг; международен маркетинг; изследване на пазара; стратегически маркетинг; разработване на нов продукт; ценообразуване; дистрибуция; управление на търсенето; маркетингови изследвания и прогнозиране;
- Производство: автоматизация, използване и техническо обслужване на оборудването; промишлен инженеринг; преработка на материалите; регулиране вътрешното разпределение на материалите; опаковка; схема на организация на работата на предприятието; конструиране и усъвършенстване на продукцията; управление на производството; планиране и контрол на производството; повишаване на производителността; контрол на качеството; управление на запасите; управление на материалите;
- Информационни технологии: системи за автоматизирано проектиране и автоматизирани системи за управление; използване на КИС при одит и оценка; електроно-издателска дейност; административни информационни системи; информационно-търсещи системи; проектиране и разработка на системи; избор и установяване на система; вътрешен одит на информационните системи; възстановяване на информационните системи;
- Специализирани: обучаващо консултиране; консултиране по управление на електоенергетиката; инженерно консултиране; екологично консултиране; информационно консултиране; юридическо консултиране; консултиране по управление разпределението на материалите и материално-техническото обслужване; консултиране в държавния и общински сектор; консултиране в областта на телекомуникациите;

## Възникване на бизнес консултирането
Консултирането възниква сравнително скоро. Исторически първо се появяват юридическите услуги (адвокатски и нотариални кантори). В края на 19 век започва развитието на консултирането по икономика и управление (management consulting). Първите консултантски компании възникват в САЩ в средата на 19 век за златни години на бизнес консултантската дейност се възприема периодът от 50-те и 60-те години на 20 век през 70-те и 80-те г. на 20 век темпът на прираст на пазара на бизнес консултантски услуги е относително стабилен.
В развитието на управленското консултиране се разграничават 3 основни фази:

### Първа фаза
Обхваща периода от края на 19 век до началото на 70-те г. на 20 век консултантите по икономика изпълняват ролята на „преносители“ на специалните знания в практиките на консултираните организации.

### Втора фаза
Продължава от началото на 70-те до края на 80-те г. на 20 век периодът се х-ра с ускорено внедряване на научните достижения в практиката, съкращаване на жизнения цикъл на изделията, изострена пазарна конкуренция. Консултантите се оценяват в зависимост от способността му да организира, предвижда и прогнозира процесите, да извежда проблемите в дейността на организацията, да намира път за реализация на възможностите от външната среда.

### Трета фаза
Нараства интензивността на нововъведенията, а пазарната среда става все по динамична. Наблюдава се тотална компютризация на производствените и управленските процеси.

## Специфика на бизнес консултантските услуги
Неосезаемостта се свърза с факта, че услугата няма веществен характер т.е. не може да бъде видяна, докосната, почувствана, в резултат на което не може да се оцени до нейната реализация. За повечето услуги от значение е доверието на клиента и убедеността му, че неговите очаквания ще бъдат оправдани.
За да се направи „по-осезаема“ консултантската услуга, се разработват специални методики и инструментариум от страна на консултантските фирми, с които се цели бъдещият резултат да се представи на клиента и да се спечели неговото доверие. За това допринася още:
- Развитие на търговската марка на компанията;
- Изграждане и поддържане на имидж на консултанта;
- Предоставяне на информация от предишен опит на консултанта;
- Запознаване на клиента с очакваните резултати от консултантския проект;
- Разработване на подходящи маркетингови комуникации;
- Отзиви от страна на лоялни клиенти.

Неотделими от дейността, която ги създава – консултантъ, т се разглежда като неразделна част от консултантската услуга. За да се преодолее неотделимостта на консултантската услуга от източника ѝ, се прилага:
- Засилена мотивация на персонала на консултантската компания;
- Развитие на технологията на консултиране;
- Разбиване на процеса на консултиране на прости етапи, с които могат да се ангажират консултанти с по-ниска квалификация;
- Систематизация на опита и знанията на консултантите чрез създаване на бази от знания и експертни системи.

- Нееднородност – по своята същност те не се повтарят.
- Несъхраними – не могат да се поддържат запасни количества.
Правилният подход за консултиране се влияе от следните детерминанти:
- Време – всеки проблем има времеви ограничения. В зависимост от времето, с което разполага клиентът, за да се разреши определен проблем, се взема решение за това какъв подход за консултиране да се избере. Обикновено най-бързо разрешаване на проблема става чрез експертно консултиране.
- Трудови ресурси – когато мащабът на проблема е достатъчно голям и е трудно да се определят служители от компанията, които да се ангажират изцяло с неговото разрешаване, се наема допълнителен персонал до приключване на проекта.
- Финансови ресурси – привличането на консултанти е свързано с известни разходи. От консултантска помощ се интересуват фирми, които са във фаза въвеждане, растеж или зрялост от жизнения си цикъл.
- Равнище на знания – показател а определено равнище на знание е и фактът, че клиентът осъзнава наличието на проблем, който сам не може да разреши и знае точно към какъв тип консултант да се обърне за помощ.
- Степен на обективност – консултантът може да задава въпроси, за които клиентът не е мислил.

## Фактори, въздействащи върху организацията и пазара на бизнес консултантски услуги
- Фактори от външната среда:
  - Структура на икономиката: разширяването и отрасловото многообразие на компаниите, които ползват консултантските услуги, в съчетание с активното развитие на бизнес услугите в България, определят стабилния ръст на пазара на консултантски услуги в България.
  - Активност на предприятията от националната икономика: засилена предприемаческа активност.
  - Глобализация на пазара на консултантски услуги
  - Степен на неопределеност на предприятията от националната икономика: висока степен на информационна закритост на българските предприятия повишава сложността и спецификата на консултантския процес.

- Фактори от вътрешната среда:
  - Степен на професионализъм на консултанта;
  - Търговска марка на консултантската организация;
  - Опит в различни отраслови направления;
  - Количество партньорски отношения с независими консултанти и други консултантски фирми;
  - Форми, по които се провеждат обучения на клиентите;
  - Степен на материална осигуреност на консултантската компания;
  - Прилагани методи на консултиране;
  - Брой щатни консултанти;
  - Равнище на обективност на вземане на решения;
  - Разполагаемо време на консултанта;
  - Разполагаеми финансови средства;
  - Предишни клиенти и резултати от консултантската дейност.

Правилният подход за консултиране се влияе от следните детерминанти:
- Време – всеки проблем има времеви ограничения. В зависимост от времето, с което разполага клиентът, за да се разреши определен проблем, се взема решение за това какъв подход за консултиране да се избере. Обикновено най-бързо разрешаване на проблема става чрез експертно консултиране
- Трудови ресурси – когато мащабът на проблема е достатъчно голям и е трудно да се определят служители от компанията, които да се ангажират изцяло с неговото разрешаване, се наема допълнителен персонал до приключване на проекта.

Финансови ресурси – привличането на консултанти е свързано с известни разходи. От консултантска помощ се интересуват фирми, които са във фаза въвеждане, растеж или зрялост от жизнения си цикъл.
- Равнище на знания – показател а определено равнище на знание е и фактът, че клиентът осъзнава наличието на проблем, който сам не може да разреши и знае точно към какъв тип консултант да се обърне за помощ.
- Степен на обективност – консултантът може да задава въпроси, за които клиента не е мислил.

### Типове клиенти, ползващи бизнес консултантски услуги
В рамките на компанията могат да се разграничат 4 различни поколения служители:
- „Смълчани“, родени преди 1946 г. – х-ки:
- Често са работили за една компания;
- Лоялни;
- Заможни, планират скорошното си оттегляне в пенсия;
- Уверени в работата си, обичат точно да дефинират параметрите на поетите ангажименти в процеса на договаряне;
- Доверяват се на доказани в практиката източници и резултати;
- Очакват качество;
- Стремят се към най-добрите резултати.

Най-силните качества на това поколение са: лоялност, работа в екип и респект за околните.
- „Многочислени“, родени между 1946 и 1965 г. –х-ки:
- Фокусирани са към личния успех
- Проявяват недоверие;
- Позитивно се отнасят към екипния подход;
- Приемат технологиите, но са убедени, че те носят колкото положителни резултати, толкова и проблеми;
- Оценяват общественото положение и индивидуалността;
- Избират решения, които подчертават личния им успех.

Като отличителни х-ки се посочват – добри взаимоотношения с околните, резултатност в работата и личен респект.
- Поколение „Х“, родени между 1966 и 1978 г. – х-ки:
- Възприемани са като „разпуснато“ поколение;
- Работят самостоятелно, но държат на обратна връзка;
- Предпочитат решенията, които вземат, да бъдат контролирани, трудно пристъпват към лидерство;
- Приемат технологиите;
- Оценяват многото пазарни възможности и провеждат повече конкурентни анализи в сравнение с другите групи;
- Това са първите „граждани на света“;
- Не са склонни да поемат рискове.
- Отличителни х-ки – лоялност към хората, но не и към „системата“, отвореност за комуникациите и предприемчив дух.

## Класификация на методите за консултиране
По етапи на консултантския процес:
- Методи за диагностика;
- Методи за разработка на решение;
- Методи за решаване на проблемите.

В зависимост от прилагания подход на консултиране:
Методи за експертно консултиране – използват се различни методи за събиране на информацията, анализ, синтез, индукция, дедукция и др.
Методи за процесно консултиране – използват се методи специално разработени за обезпечаване на взаимодействието между консултанта и клиента. Тези методи се разделят на 2 групи – организационна диагностика и организационна интервенция.
Методи за обучаващо консултиране – добавя активно обучение на управленския персонал на клиентската организация в хода на осъществяване на проекта.
Техниките за работа на консултанта и клиента се разграничават на две основни групи:
- Технология на мисленето;
- Технология на груповото разрешаване на проблемите.

1. Методи за процесно консултиране – 2 групи – организационна диагностика и организационна интервенция.

Организационна диагностика – обхваща методите посредством, които консултантът събира информация за състоянието на клиентската организация. Основни методи за организационната диагностика са индивидуалното и груповото интервю, наблюдението, запознаването с документи и историята на предприятието. Резултатите от диагностиката се използват за разработване на кратък отчет извеждащ на преден план откроени проблеми. Този отчет служи като основа за бъдещата работа на клиента и консултанта.
За да се улесни процесът на диагностика, се използва т. нар. диагностичен компас – той „ориентира“ консултанта за основните действия, които трябва да се проведат в процеса на диагностика:
- Диагностика и разбиране на съществуващия проблем;
- Изясняване на въпросите, които клиентът вече е изпълнил за изясняване на проблема;
- Обсъждане на пътищата за съдействия на клиента;
- Получаване на съгласие от страна на клиента за консултиране.

Методите за събиране на информация при изследванията се разделят според типа данни на следните основни групи:
- За събиране на първична и вторична информация;
- За събиране на качествени и количествени данни.

Разграничаването на методите на количествени и качествени е условно. Често се прилага комплекс от методи, чрез които се събира едновременно и количествена и качествена информация.
Методите за събиране на качествена информация имат следните х-ки – ниска степен на структурираност, гъвкавост, адаптивност. Особено подходящи са за генериране на нови идеи и хипотези, за формулиране на изследователския проблем и предмета на изследване. Такива методи са:
- Дискусии във фокусни групи;
- Неструктурирани интервюта;
- Проектни методи;
- Наблюдения и др.

Методите за събиране на количествена информация са структурирани, поради което са слабо адаптивни. Към тази група методи се отнасят:
Допитване – получава се информация чрез отговорите на респонденти на определени въпроси. Използва се за събиране на количествени данни в повечето случаи. Тука се отнасят различните форми на провеждане на анкета и интервю.
Експеримент – метод, чрез който се изследват причинно-следствени зависимости между фактори и резултат. Има два основни вида експерименти – лабораторен (проследява се въздействието на определени фактори върху други променливи – резултат при специално създадена за целта изкуствена ситуация. Това позволява да се елиминира или контролира влиянието на други въздействащи фактори, които не се отчитат при експеримента) и полеви (проведат се в реална (полева) обстановка).
Наблюдение – основен метод за събиране на качествена информация, но е подходящ и за събиране на количествени данни. Информацията се получава чрез непосредствено наблюдение на действията на обекта на изследване в конкретната ситуация. Разновидности на този метод са личното наблюдение, наблюдението по записи, самонаблюдението и др. според степента на структурност на информацията, която се получава, наблюдението бива структурирано и неструктурирано. В зависимост от това дали се провежда в реална или изкуствено създадена обстановка се определя като полево или лабораторно. Според това дали наблюдаваният обект знае или не за провеждането на проучването, наблюдението бива явно или тайно.
Изборът на конкретен метод или комбинация от методи за събиране на данни зависи от следните по важни фактори – цел на изследването, специфика на обекта и предмета на изследването, финансови възможности, време за проучване квалификация и опит на консултанта.
Методи за организационна интервенция – мероприятие свързано с въздействие върху организацията на определени лица, които трябва да внесат в дейността ѝ позитивни изменения. Хората, които според положението, което заемат в организацията, са длъжни да вземат участие в стратегическото планиране на дейността и развитието на компанията и се канят на специални срещи. Тя се нарича сесия по стратегическо планиране. Основен фактор за успеха на тази сесия са уменията на консултанта. Именно този етап е решаващ за процесното консултиране. Задачата на консултанта е да въвлече в обсъждането всички участници защото по този начин се повишава вероятността да се достигне до оптимално решение. Същевременно е необходимо дискусията да се придържа към определени рамки, а не да се обсъждат странични проблеми.

## Състояние на пазара на консултантски услуги в света
Пазарът на консултантските услуги в световен план е изключително динамичен. С най-висок среден темп на прираст за последните години е пазарът на консултантските услуги в областта на операционния мениджмънт, стратегическо развитие и управлението на човешките ресурси. Темпът на прираст на пазара на консултантски услуги е по-висок от средния в секторите: енергетика, химическа промишленост, здравеопазване, високи технологии и др. с по-нисък от средния темп на прираст е развитието на консултантската дейност в секторите като: комуникации и медии, транспорт, обществен сектор, индустрия, търговия и др.
По-голяма част от световните консултантски фирми по произход са американски, но всяка от тях обикновено притежава филиали в други страни. От 50% до 100% от персоналът, нает във филиалите на тези компании е от местни консултанти, а дейността на тези структури се регулира от нормативна уредба на съответната страна.

## Консултантска дейност по икономика и управление в Европа
Пазарът на бизнес консултантски услуги има най-висок относителен дял (42,5%) от общия пазар на услуги в областта на управленското консултиране. Развитието на пазара на консултантски услуги е различно в отделните икономически сектори.най-голям относителен дял по продажбите на консултантски услуги по икономика и управление имат области като индустрия (25,1%), финансови услуги (20,5%), публична администрация (17,4%).

## Развитие на бизнес консултантската дейност в България
Разграничават се следните групи консултантски услуги:
- Услуги с пазарен дял по-нисък от средния и с отрицателен ТПП (темп на прираст на пазара) – тук се отнасят следните подгрупи – „Реинженеринг на бизнес процесите“, „Маркетингови комуникации“, „Стратегии и маркетинг в областта на човешките ресурси“, „Заплащане, компенсации и пенсии“.
- Услуги с пазарен дял по-нисък от средния и ТПП – 0% – следните видове консултантски услуги – „Управление на промяната“, „Управление на доставките“ и „управление на взаимоотношенията с клиентите“.
- Услуги с пазарен дял по нисък от средния и ТПП – 40% – подгрупите „Пазарни и конкурентни изследвания“ и „IT консултиране”.
- Услуги с пазарен дял по-високи от средния и ТПП по-нисък от средния – услуги – „Тренинг и развитие“, „Стратегическо планиране и организационно развитие“ и „Управление на проекти“.
- Услуги с ТПП и пазарен дял по-висок от средните стойности – това са подгрупите „Аутсорсинг“, „Финанси“, „Подбор/ селекция на мениджъри”.

Липсата на информация за предлагането на консултантски услуги се обяснява с посочените от анкетираните лица отговори относно информационните източници, които ползват. В основна част от случаите мениджърите разчитат на препоръки от страна на хора, които вече са ползвали консултантски услуги. По рядко като информационен канал се посочват медиите, рекламите и PR агенциите. На трето място като източник на информация се посочват панаирите и изложенията.
Бизнес консултантската дейност не се ползва с достатъчно доверие от страна на мениджърите  в България. Oсновна част от консултантската дейност в България се изпълнява от нелицензирани компании и индивидуални консултанти. Броя на лицензираните консултантски фирми към 2008 г. е 35, а консултантите на самостоятелна практика притежаващи сертификат СМС, са около 50 души. Това възпрепятства събирането на информация за предлагането на консултантски услуги в България.

## Професионални асоциации на консултантските организации по икономика и управление
- Федерация на европейските асоциация на управленските консултантски организации (FEACO) – членове са 23 европейски национални асоциации.
- Асоциация на мениджмънт консултантските фирми (AMCF) – най-старата световна консултантска асоциация. Организацията провежда конференции, семинари и др. мероприятия, в които вземат участие представители на консултантски организации от цял свят.
- Международен съвет на мениджмънт консултантските институции (ICMCI) – съдейства за утвърждаване на статуса на консултантската професия чрез развитие и осъвременяване на професионалните стандарти и етичните норми в областта на мениджмънт консултирането както и популяризирането им сред националните институти. Осъществява и сертификация на консултанти по програмата МССР.
- Асоциация на вътрешните консултанти по икономика и управление (AIMC) – провежда конференции, главната цел на които е осъществяване на професионални връзки между консултантите. Също сертифицира консултанти по програма МССР.
- Българска асоциация на управленските асоциации (БАУКО) – цели на БАУКО са:
  - да утвърждава и регламентира пред обществеността статута на управленското консултиране;
  - да защитава интересите на професионалните консултантски организации;
  - да въвежда професионални стандарти и етичен кодекс в дейността на консултантите в България;
  - да повишава квалификацията;
  - да защитава професионалните интереси на своите членове;
  - да създава възможности за обмен на професионален опит между членовете;
  - да предоставя референции на своите членове пред клиентите и институции;
  - да въвежда в страната световния опит в консултантската практика;
  - да съдейства при формиране и развитие на пазара на консултантски услуги в страната.

Система, регулираща и саморегулираща консултантските услуги – включва следните елементи:
- Система от нормативни актове;
- Международни стандарти за качество в областта на услугите;
- Система от правила, възприети при подбор на консултанти;
- Система от вътрешни правила на консултантските фирми;
- Система от вътрешни правила за наемане на консултанти от организациите клиенти.

Основни задачи на професионалните асоциации са да обезпечават и гарантират високо качество на консултантските услуги и да се грижат за професионалното развитие на техните членове.

### Подбор на консултант от страна на клиента
1. Предварителен подбор на консултанта

Пет основни причини, поради които клиентът търси консултантска помощ:
- Любопитство;
- Несигурност;
- Самозащита (необходимост от алиби);
- Желание за подобряване на изпълняваните дейности;
- Необходимост от допълнителни знания и/или умения.

Консултант може да откаже да работи с клиент, заради етични правила в своята дейност. Такива са следните случаи:
Когато от консултанта се очаква вземането на решения, касаещи управлението на клиентската организация. – консултантът подпомага вземането на управленски решения от страна на мениджърите с анализи и информация, но не взема решенията вместо тях.
В случаите когато формално се отчита дейност, печели се време или се прикриват непопулярни решения на мениджърите.
Когато е необходимо да се усвои определена бюджетна линия в края на отчетния период.
В случаите, в които съществува проблем, за разрешаването на който вероятно би помогнало поканването на консултант, но служителите в компанията не са в достатъчна степен подготвени да приемат консултанта, тъй като това може да е свързано и с критики към тяхната работа.
Процедура за избор на консултант от страна на поръчителя – минава през следните етапи:
- Предварителен подбор;
- Съставяне на окончателен списък на кандидатите;
- Окончателен подбор;

В предварителния етап клиентът съставя списък от всички консултантски фирми, чийто профил отговаря на проблема.
1. Съставяне на окончателен списък от консултанти

След провеждане на предварителен подбор се съставя окончателен списък на кандидатите за изпълнение на консултантската услуга. Обикновено той се състоя от 10-12 консултантски фирми за крупни проекти, 5-6 за средни и 2,3 за малки проекти. На този етап поръчителят търси отговор на следните въпроси:
- Проявява ли интерес консултантът към проектно задание?
- Разполага ли с време консултантът, за да се ангажира с този проект?
- Какъв професионален опит има консултантът?
- Самостоятелно ли ще се ангажира консултантът с изпълнението на проекта или ще се привлече за тази дейност и други лица?
- По какъв начин се осигурява качественото изпълнение на консултантската услуга?
- Какъв е хонорарът на консултанта за подобен вид дейност?
- В какви консултантски проекти е участвал до момента консултантът?
- Кои са клиентите на консултанта?

### Видове консултанти
Консултант – лице, което оказва съдействие в разрешаването на възникнал проблем в организацията.
Видове бизнес консултанти:
- Бизнес консултант – изпълнява консултантски услуги без да притежава сертификат за това или без да възприема консултирането като своя професия;
- Професионален консултант – бизнес консултант, който възприема консултирането като своя професия, стреми се към самоусъвършенстване и се придържа към етичния кодекс на професионалните организации в посочената област;
- Сертифициран бизнес консултант – професионален консултант, който е получил сертификат от сертифицираща организация. В световен план широка популярност намира сертификатът СМС (Certified Management Consultant). В България този сертификат се издава от БАУКО.

Консултантите биват още външни (независими консултантски фирми или консултанти на самостоятелна практика, оказващи консултантска услуга на клиента въз основа на договор) и вътрешни (специалисти назначени на постоянен или временен договор в съответната организация).
Предимства на вътрешните консултанти:
- Добре познават своята организация – структура, подразделения, стил на работа, култура, политика и др.
- Бързо реагират и се ориентират в работната ситуация
- Пазят конфиденциалност (информацията не излиза извън организацията);
- Имат достъп до много вътрешни подразделения на компанията;
- Като правило им се заплаща по-малко в сравнение с външните консултанти.

Недостатъци на вътрешните консултанти
- Получават постоянна заплата;
- Допълнителната им квалификация, под формата на семинари и обучения, е разход за фирмата;
- Резултатите от тяхната работа не са подложени на външна критика, а грешките, които допускат рядко биват констатирани;
- Опитът, който имат, не разширява диапазона им на познания и умения, както ако работят в различни отрасли и фирми;
- Често при тях се наблюдава липса на инициативност и творчески подход.

Предимства на външни консултанти
- Широк кръгозор и информация от различни области на управление;
- Пренос на опит от други организации;
- Възможност за страничен поглед върху проблемите;
- Привличането им на хонорар по съответния проект спестява разходи по обучение на специалисти от фирмата.

Недостатъци на външни консултанти
- Липса на гаранции по отношение на качеството на предлаганата услуга;
- Необходимост от време, за да се види степента на професионализъм и квалификация на консултанта;
- Недостатъчно познаване на компанията;
- Използване на стандартни схеми и методики на работа;
- Като правило по-високи хонорари в сравнение със специалистите на постоянен договор в организацията.

### Класификация на външните консултанти
- Крупни многопрофилни консултантски фирми, осъществяващи широка практическа дейност – по-голяма част от тях са многонационални компании, притежаващи филиали в различни страни – „Рricewaterhouse Coopers”, „KPMG”, „Deloitte”, Open Source Management - OSM. Такива компании обикновено се стараят да демонстрират особено мнение и методика на консултиране, които ги отличават от останалите. Това се дължи на опита, който притежават в контактите си с различни клиенти и разрешаването на специфични проблеми.
- Крупни експертно ориентирани фирми – специализирани в конкретно направление на консултантската дейност. Техния брой в България не е голям. Това са големи корпорации, създаващи нови информационни технологии или автоматизирани системи за управление, както и такива, които са специализирани в разработването на комплексни инвестиционни проекти.

Отдели по консултиране, ръководени от крупни компании – тези компании съчетават с основната си дейност и консултантска практика.
- Малки процесно ориентирани фирми – ръководителите им обикновено са започнали консултантска дейност като експертни консултанти и впоследствие са специализирали в областта на стратегическото планиране, управление на човешките ресурси. Тези компании са заети от 4 до 6 консултанти, като не се планира привличане на нови.
- Процесно ориентирани фирми от среден мащаб – в тях персоналът е от 50 до 100 души.
- Малки експертно ориентирани фирми – фирми специализирани в различни експертни области. Тези фирми работят с местните органи на управление, банки или инвеститори и др. голяма част от консултантската дейност в България се осъществява от такива фирми.
- Крупни научни центрове – структури към научноизследователски институти, академии, университети и др. качеството на услугата, която те могат да предложат, е високо, но в по-малка степен е практически приложимо на пазара.
- Консултанти на самостоятелна практика – услугите, които предлагат са специализирани в конкретна област на консултиране. Позицията на консултантите на самостоятелна практика има редица преимущества – възможност самостоятелно да планират дейността си; да избират проекта, с който ще се ангажират. Дейността им е свързана и със значителни рискове, свързани с търсене на нови проекти, самофинансиране при повишаване на квалификацията и др.

Лицата пристъпващи към консултантска дейност могат да бъдат класифицирани в следните основни групи:
- Университетски випускници, специализирани в конкретна икономическа област и притежаващи методическа подготовка в сферата на бизнес консултирането. С натрупването на достатъчно практически опит кариерата на тези консултанти може да продължи с консултиране на самостоятелна практика;
- Преподаватели от университети, бизнес-школи и др. – фактът че консултантът е и преподавател свидетелства за солидна теоретична и методологическа подготовка и способност да обучава;
- Лица с практически опит в определено бизнес направление, възприемащи себе си за експерти.

### Етични норми и принципи при бизнес консултирането
Като всяка друга професия консултантската дейност е свързана с определени етични противоречия и проблеми. Етичните норми касаят както поведението на отделните консултанти, така и организациите, към които те принадлежат. Етичните проблеми касаещи организацията на бизнес консултантската дейност, могат да възникнат в следните направления:
- Между самите консултанти;
- При предоставяне на консултантската услуга на клиента;
- Когато консултантът помага на клиентската организация в разрешаването на етични проблеми.

1. Интересите на клиента – отнася се както за индивидуалното, така и за груповото консултиране. Искрена и загриженост на консултанта за интересите на клиента. Консултантът трябва да проявява отговорност и към консултантската институция и обществото като цяло.
2. Да се предоставя предварителна информация на клиента за консултиране. В началото на консултантския процес от консултанта се изисква да информира клиента относно целите, подходите и методите за консултиране, своя хонорар и др. условия, касаещи консултирането.
3. Конфиденциалност на разглежданата в процеса на консултиране информация – изключенията в които консултантът може да пренебрегне конфиденциалността са следните:

- При изрично съгласие от страна на клиента;
- В случай, че консултантът се консултира и работи с други специалисти, за да окаже възможно най-добрата помощ на клиета;
- Когато консултантът има причина да смята, че се нарушава законодателството и е необходимо да бъдат уведомени компетентните власти;
- Когато консултантът, по силата на съдебно решение, трябва да оповести информация с която разполага.

1. Консултантът попълва декларация за конфиденциалност и я предоставя на клиента.
2. Безпристрастност и обективност на консултантския процес.
3. Консултантът не трябва да се ангажира с дейности, които излизат извън обхвата на неговата компетентност, т.е. за прилагането на които той не притежава необходимата квалификация и опит – консултантът трябва да познава областта, в която консултира, да преценя собствените си способности, да се справи с поставените си задачи.
4. Консултантът не трябва да се ангажира с консултантски проект, ако узнае, че клиентът му вече получава професионална помощ от друг консултант – двойно консултиране се допуска само в случаите, в които това се изисква за ефективно подпомагане на клиента.

Възникването на проблем от етичен характер може сериозно да навреди на успешното професионално развитие на консултанта.